# 20 Crateris
20 Crateris består av en orange stjärna i huvudserien och en vit dvärg i Vattenormens stjärnbild. Trots sin Flamsteed-beteckning tillhör den inte stjärnbilden Bägaren. Den ligger på gränsen mellan stjärnbilderna och fick byta tillhörighet vid översynen av gränser mellan stjärnbilderna år 1930 och benämns efter bytet av stjärnbild ofta med sin HD-beteckning, HD 100263.
20 Crateris har visuell magnitud +5,98 och är svagt synlig för blotta ögat vid god seeing. Den befinner sig på ett avstånd av ungefär 31 ljusår.